# Шеле, Ханс
Ханс Хайнрих Шеле (нем. Hans-Heinrich Scheele; 18 декабря 1908, Кирхвердер — 23 июля 1941, Буйничи, Могилёвская область) — немецкий легкоатлет, выступавший в беге на средние дистанции и барьерном беге. Участник летних Олимпийских игр 1936 года, двукратный чемпион Европы 1934 года.

## Биография
Ханс Шеле родился 18 декабря 1908 года в районе Кирхвердер немецкого города Гамбург.
Выступал в легкоатлетических соревнованиях за «Гамбург». В 1934—1936 годах становился чемпионом Германии в барьерном беге на средние дистанции.
В 1934 году завоевал две золотых медали на чемпионате Европы в Турине в беге на 400 метров с барьерами с рекордом Германии и чемпионатов Европы — 53,2 секунды и в составе сборной Германии в эстафете 4х400 метров (3 минуты 14,1 секунды).
В 1936 году вошёл в состав сборной Германии на летних Олимпийских играх в Берлине. В беге на 400 метров с барьерами занял в четвертьфинале 3-е место с результатом 54,6, уступив 0,1 секунды попавшему в полуфинал со 2-го места Хуану Лавенасу из Аргентины.
Был предпринимателем. В 1939 году после начала Второй мировой войны был мобилизован в вермахт.
Погиб 23 июля 1941 года в селе Буйничи Могилёвского района Могилёвской области (сейчас агрогородок в Белоруссии) в бою против советских войск. Похоронен на кладбище немецких солдат в Могилёве.

## Личный рекорд
- Бег на 400 метров с барьерами — 53,2 (9 сентября 1934, Турин)[1]

## Семья
Сыновья Клаус Шеле и Хорст Шеле были известными в ФРГ легкоатлетами.